# Adonisea nobilis
Adonisea nobilis är en fjärilsart som beskrevs av Augustus Radcliffe Grote. Adonisea nobilis ingår i släktet Adonisea och familjen nattflyn. Inga underarter finns listade i Catalogue of Life.